# 巴德玛
巴德玛（1965年12月27日—），女，蒙古族，内蒙古阿拉善盟额济纳旗人，歌手、演员，1989年毕业于中央音乐学院声乐系。

## 生平
其父母为当地歌手，受家庭熏陶自幼学习民歌并经常参加群众文艺活动，她演唱的长调民歌质朴优雅，具有很强的感染力，并通过内蒙古电台、电视台录制成多种节目形式广泛传播。其代表歌曲有《白灰马》、《枣红色的赤兔马》、《富饶美丽的阿拉善》、《查干套海家乡》。
2015年9月她凭借电影《诺日吉玛》赢得第30届金鸡奖最佳女主角。